# 国立病院機構東長野病院
国立病院機構東長野病院（こくりつびょういんきこうひがしながのびょういん）は、独立行政法人国立病院機構が長野県長野市に設置する病院である。旧国立療養所東長野病院。政策医療分野における重症心身障害の専門医療施設であり、重度心身障害者病棟（のぞみ病棟）を擁する。

## 沿革
- 1939年（昭和14年） - 傷痍軍人長野療養所として設立[1]
- 1945年（昭和20年）8月13日 - 長野空襲の際に米軍機の攻撃を受け、死者を出す。
- 1945年（昭和20年）12月1日 - 厚生省に移管、国立長野療養所として発足[1]
- 1947年（昭和22年）10月13日 - 昭和天皇の戦後巡幸。昭和天皇が慰問を行う[2]。
- 1971年（昭和46年） - 国立療養所東長野病院として発足[1]
- 2001年（平成13年） - 厚生労働省所管
- 2004年（平成16年）4月1日 - 組織改編のため独立行政法人国立病院機構東長野病院と改称[1]

## 診療科
- 内科
- 児童精神科
- 呼吸器内科
- 消化器内科
- 循環器内科
- 小児科
- アレルギー科
- 小児科
- 外科
- 整形外科
- 耳鼻咽喉科
- 放射線科
- リハビリテーション科

## 医療機関の指定・認定
- 保険医療機関[3]
- 労災保険指定医療機関[3]
- 指定自立支援医療機関（精神通院医療）[3]
- 身体障害者福祉法指定医の配置されている医療機関[3]
- 生活保護法指定医療機関[3]
- 結核指定医療機関[3]
- 指定養育医療機関[3]
- 指定小児慢性特定疾病医療機関[3]
- 原子爆弾被害者医療指定医療機関[3]
- 特定疾患治療研究事業委託医療機関[3]

## 交通アクセス
- 長電バス62系統、162系統で東長野病院下車（病院の敷地内）
- しなの鉄道北しなの線三才駅より徒歩約10分

## 病院周辺
- 長野県若槻養護学校
- すくすく保育園（託児施設）
- 松寿荘
- 昭和の森公園
- 清泉女学院短期大学
- 北部スポーツ・レクリエーションパーク